# Joviânia
| Joviânia                     | Joviânia                                                 |
| ---------------------------- | -------------------------------------------------------- |
|                              |                                                          |
| Wappen                       | Flagge                                                   |
|                              |                                                          |
| Karten                       |                                                          |
|                              |                                                          |
| Basisdaten                   |                                                          |
| Staat:                       | Brasilien (BRA)                                          |
| Verwaltungsgliederung:       | Mittelwesten                                             |
| Bundesstaat:                 | Goiás (GO)                                               |
| Mesoregion:                  | Süd-Goiás                                                |
| Mikroregion:                 | Meia Ponte                                               |
| Angrenzende Gemeinden:       | Pontalina, Aloândia, Morrinhos, Goiatuba, Vicentinópolis |
| Distanz zu Goiânia:          | 180 km                                                   |
| Geografische Lage:           | 17° 48′ S, 49° 37′ W                                     |
| Zeitzone:                    | UTC-3 Sommer: UTC-2                                      |
| Fläche:                      | 454,884 km²                                              |
| Einwohner:                   | 7.108                                                    |
| Bevölkerungsdichte:          | 15,6 Einwohner / km²                                     |
| Höhe:                        | 807 m                                                    |
| Postleitzahl (CEP):          | 75610-000                                                |
| Telefonvorwahl:              | +55 64                                                   |
| Adresse der Stadtverwaltung: | Rua Joaquim Gonçalvez de Pádua, 623, Setor Centro        |
| Offizielle Webseite:         | keine (Oktober 2011)                                     |
| Jahrestag:                   | 14. November                                             |
| Gemeindegründung:            | 1958                                                     |
| Politik                      |                                                          |
| Bürgermeister:               |                                                          |
| Vize-Bürgermeister:          |                                                          |

Joviânia, amtlich portugiesisch Município de Joviânia, ist eine brasilianische Gemeinde im Bundesstaat Goiás. Sie liegt südsüdwestlich von Goiânia, der Hauptstadt des Bundesstaates, und südwestlich von Brasília. Die Bevölkerung wurde zum 1. Juli 2021 auf 7417 Einwohner geschätzt, die Jovianienser genannt werden und auf einer Gemeindefläche von 446,258 km² leben.

## Geographische Lage
Joviânia grenzt
- im Norden an Pontalina und Aloândia
- im Osten an Morrinhos mit dem Grenzfluss Rio Meia Ponte
- im Süden an Goiatuba
- im Westen an Vicentinópolis